# 1962 у Чернігові

## Події
Відновлення П'ятницької церкви в початковому стилі давньоруської архітектури: семигранний храм у стилі українського бароко зовні має вигляд стрункої башти, увінчаної стрункою банею, що створює характерну рису динамічного стриміння вгору й пірамідальності завершення. Храм відкритий для парафіян.
Відбулося відкриття Червоної  зали кінотеатру імені Щорса (сьогодні:  Кіно-культурний мистецький центр з національно-патріотичного виховання дітей та молоді).
По вулиці Шевченка закінчилося будівництво дитячої музичної школи. Учні одержали чудовий подарунок: 22 класні кімнати, концертний зал, велику бібліотеку, кімнату звукозапису, радіо-вузол.
Чернігівська тюрьма УМВС в Чернігівській області стала установою виконання покарань УВС Чернігівського облвиконкому.
Здійснив політ у космос на кораблі «Восток-3» льотчик-космонавт Ніколаєв Андріян Григорович, двічі Герой Радянського Союзу, випускник ЧВВАУЛ (Чернігівське вище військове авіаційне училище льотчиків).
У школі ФЗН (фабрично-заводського навчання) був змонтований ланцюжок із 200 камвольних веретен, на якому учні вперше в Україні виробили 10 тон камвольної пряжі.
Початок перебування  групи офіцерів редакції «Народна армія (газета)» на Кубі з метою формування редакції газети «На боевом посту». 
У Чернігівському обласному академічному українському музично-драматичному театрі імені Тараса Шевченка почав роботу режисер  Леонід Отрюх (нині – Заслужений артист України).
Почав щорічно відзначатися Всесвітній день театру.

## Підприємства Чернігова
На підставі наказу Українського об’єднання «Укрсільгосптехніка» в період масової електрифікації району був створений Чернігівський район електромереж.
Для задоволення потреб організацій та підприємств області розпочинається навчання за різними робітничими професіями та навчальними програмами в «Чернігівському обласному навчально-курсовому комбінаті» Чернігівської обласної ради.
Введена в дію перша черга об'єднання «Чернігівське Хімволокно».

## Заклади освіти
Чернігівський національний технологічний університет (на той час це була Чернігівська філія Київського Політехнічного інституту) розпочав перший прийом на денну форму навчання – 150 студентів за трьома спеціальностями.
Із метою підготовки спеціалістів для текстильної промисловості створений Чернігівський вечірній механіко-технологічний технікум згідно з постановою Ради народного господарства Київського економічного адміністративного району від 15 липня 1962 року.
Чернігівський професійний ліцей побуту створено 20 вересня 1962 року наказом Міністерства легкої і текстильної промисловості СРСР, як школа ФЗН, з метою підготовки кадрів робітничих професій для одного з найбільших підприємств текстильної промисловості України – Чернігівського камвольно-суконного комбінату (КСК).
31 січня 1962 року школа ФЗН № 1 перейменована в міське професійно-технічне училище № 20, а школа ФЗН № 3 в міське професійно-технічне училище № 22.
Технічне училище №11 ( сьогодні: Чернігівський професійний ліцей деревообробної промисловості) розпочало підготовку учнів з нової спеціальності «столяр-червонодеревник».
1 вересня відкриті як середні школи такі навчальні заклади: Чернігівський ліцей №15, ліцей №16
На обласній станції юних техніків (сьогодні: Чернігівський обласний Центр науково-технічної творчості учнівської молоді)  працювало 19 гуртків, у них навчалося 295 учнів. Саме тут уперше  відкрився конструкторський гурток (керівник – Євдокименко І.П., викладач педінституту), який займався малою механізацією сільського господарства.
У Чернігівській музичній школі №1 ім. С. Вільконського почав працювати «клас бандури». Розпочинали цю справу найкращі бандуристки міста: Марія Никифорівна Поклад (1926-2015), Валентина Степанівна Шльончик (бабуся відомої співачки Онуки).

## Ювілеї видатних людей Чернігова, які народилися в 1962 році
22 грудня — 55 років від дня народження Роговець Лариси Вікторівни (1962) — оперної співачки, Народної артистки України, лауреата престижних Міжнародних конкурсів, солістки Чернігівського обласного філармонійного центру фестивалів та концертних програм.
26 грудня — 55 років від дня народження Людмили Василівни Пархоменко (1962) — журналістки й поетеси, головного редактора обласної газети «Деснянська правда», лауреата літературно-мистецької премії імені Леоніда Глібова.